# Natação no Campeonato Mundial de Esportes Aquáticos de 2024 - 800 m livre masculino

A prova dos 800 metros livre masculino da natação no Campeonato Mundial de Esportes Aquáticos de 2024 foi realizada nos dias 13 e 14 de fevereiro de 2024 em Doha, no Catar.

## Formato da competição
A competição consiste em duas rodadas: eliminatórias e final. Os nadadores com os 8 melhores tempos nas baterias preliminares avançam a final. Desempates (swim-offs) são utilizados conforme necessário para quebrar os empates de avanço a próxima rodada.

## Cronograma
Todos os horários estão na hora local (UTC+3).
| Data            | Hora  | Evento        |
| --------------- | ----- | ------------- |
| 13 de fevereiro | 10:22 | Eliminatórias |
| 14 de fevereiro | 19:02 | Final         |

## Recordes
Antes desta competição, os recordes mundiais e do campeonato nesta prova eram os seguintes:
| Tipo                  | Atleta    | Tempo     | Local | Data                |
| --------------------- | --------- | --------- | ----- | ------------------- |
|                       | Zhang Lin | 7m 32s 12 | Roma  | 29 de julho de 2009 |
| Recorde do campeonato | Zhang Lin | 7m 32s 12 | Roma  | 29 de julho de 2009 |

## Medalhistas
| Ouro                    | Prata                         | Bronze                        |
| Daniel Wiffen · Irlanda | Elijah Winnington · Austrália | Gregorio Paltrinieri · Itália |

## Resultados

### Eliminatórias
Esses foram os resultados das eliminatórias. A prova foi realizada no dia 13 de fevereiro com início às 10:22.
| Pos. | Bateria | Raia | Nadador                     | Nacionalidade  | Tempo   | Notas            |
| ---- | ------- | ---- | --------------------------- | -------------- | ------- | ---------------- |
| 1    | 4       | 2    | Luca De Tullio              | Itália         | 7:46.52 | Q                |
| 2    | 4       | 4    | Daniel Wiffen               | Irlanda        | 7:46.90 | Q                |
| 3    | 5       | 5    | SSven Schwarz               | Alemanha       | 7:46.95 | Q                |
| 4    | 4       | 9    | Victor Johansson            | Suécia         | 7:47.04 | Q,               |
| 5    | 5       | 1    | Kristóf Rasovszky           | Hungria        | 7:47.19 | Q                |
| 6    | 5       | 3    | Mykhailo Romanchuk          | Ucrânia        | 7:47.20 | Q                |
| 7    | 4       | 3    | Gregorio Paltrinieri        | Itália         | 7:47.38 | Q                |
| 8    | 5       | 6    | Elijah Winnington           | Austrália      | 7:47.59 | Q                |
| 9    | 5       | 7    | David Betlehem              | Hungria        | 7:48.06 |                  |
| 10   | 4       | 5    | Florian Wellbrock           | Alemanha       | 7:48.17 |                  |
| 11   | 3       | 7    | David Johnston              | Estados Unidos | 7:48.20 |                  |
| 12   | 5       | 8    | Kuzey Tuncelli              | Turquia        | 7:48.53 | Recorde nacional |
| 13   | 4       | 1    | Alfonso Mestre              | Venezuela      | 7:48.84 |                  |
| 14   | 2       | 4    | Dimitrios Markos            | Grécia         | 7:49.97 | Recorde nacional |
| 15   | 3       | 3    | Carlos Garach Benito        | Espanha        | 7:50.56 |                  |
| 16   | 3       | 1    | Fei Liwei                   | China          | 7:51.18 |                  |
| 17   | 5       | 0    | Henrik Christiansen         | Noruega        | 7:51.21 |                  |
| 18   | 5       | 4    | Ahmed Hafnaoui              | Tunísia        | 7:51.72 |                  |
| 19   | 2       | 3    | Lucas Henveaux              | Bélgica        | 7:52.10 | Recorde nacional |
| 20   | 4       | 7    | Damien Joly                 | França         | 7:53.42 |                  |
| 21   | 3       | 8    | Ilia Sibirtsev              | Uzbequistão    | 7:53.87 | Recorde nacional |
| 22   | 3       | 5    | Charlie Clark               | Estados Unidos | 7:54.87 |                  |
| 23   | 5       | 9    | Zhang Zhanshuo              | China          | 7:55.86 |                  |
| 24   | 4       | 8    | Jon Joentvedt               | Noruega        | 7:56.28 |                  |
| 25   | 3       | 9    | Shogo Takeda                | Japão          | 7:57.54 |                  |
| 26   | 3       | 6    | Felix Auböck                | Áustria        | 7:57.63 |                  |
| 27   | 4       | 6    | Guilherme Costa             | Brasil         | 7:58.02 |                  |
| 28   | 2       | 2    | Khiew Hoe Yean              | Malásia        | 8:02.78 | Recorde nacional |
| 29   | 3       | 2    | Nguyễn Huy Hoàng            | Vietname       | 8:05.17 |                  |
| 30   | 2       | 6    | Dylan Porges                | México         | 8:05.83 |                  |
| 31   | 4       | 0    | Vlad Stancu                 | Roménia        | 8:06.50 |                  |
| 32   | 2       | 1    | Ratthawit Thammananthachote | Tailândia      | 8:06.82 | Recorde nacional |
| 33   | 3       | 4    | Marc-Antoine Olivier        | França         | 8:08.54 |                  |
| 34   | 2       | 7    | Glen Lim Jun Wei            | Singapura      | 8:09.34 |                  |
| 35   | 3       | 0    | Juan Morales                | Colômbia       | 8:11.31 |                  |
| 36   | 2       | 8    | Diego Dulieu                | Honduras       | 8:11.97 |                  |
| 37   | 2       | 9    | Loris Bianchi               | San Marino     | 8:17.70 | Recorde nacional |
| 38   | 1       | 4    | Ilias El Fallaki            | Marrocos       | 8:27.22 |                  |
| 39   | 1       | 5    | Alberto Vega                | Costa Rica     | 8:30.93 |                  |
| 40   | 1       | 3    | Liggjas Joensen             | Ilhas Feroé    | 8:32.54 |                  |
| 41   | 1       | 6    | Mal Gashi                   | Kosovo         | 8:35.97 |                  |
| 42   | 2       | 0    | Rodolfo Falcón Jr.          | Cuba           | 8:38.90 |                  |
| 43   | 1       | 2    | Mohammed Al-Zaki            | Arábia Saudita | 9:06.29 |                  |
| –    | 2       | 5    | Antonio Djakovic            | Suíça          | DNS     | DNS              |
| –    | 5       | 2    | Kim Woo-min                 | Coreia do Sul  | DNS     | DNS              |

### Final
A final foi realizada em 14 de fevereiro às 19:02.
| Pos.              | Raia | Nadador              | Nacionalidade | Tempo   | Notas            |
| ----------------- | ---- | -------------------- | ------------- | ------- | ---------------- |
| Medalha de ouro   | 5    | Daniel Wiffen        | Irlanda       | 7:40.94 |                  |
| Medalha de prata  | 8    | Elijah Winnington    | Austrália     | 7:42.95 |                  |
| Medalha de bronze | 1    | Gregorio Paltrinieri | Itália        | 7:42.98 |                  |
| 4                 | 3    | Sven Schwarz         | Alemanha      | 7:44.29 |                  |
| 5                 | 2    | Kristóf Rasovszky    | Hungria       | 7:44.42 | Recorde nacional |
| 6                 | 6    | Victor Johansson     | Suécia        | 7:47.08 |                  |
| 7                 | 4    | Luca De Tullio       | Itália        | 7:49.79 |                  |
| 8                 | 7    | Mykhailo Romanchuk   | Ucrânia       | 7:54.51 |                  |

Legenda
| Recorde mundial       | Recorde mundial (World record)               |                       | Recorde africano                      | Recorde africano (African) |                                           | Q | Classificado por posição (Qualified) |
| Recorde do campeonato | Recorde do campeonato (Championship record)  | Recorde da América    | Recorde da América (Americas)         | q                          | Classificado por melhor tempo (Qualified) |   |                                      |
| Melhor marca do ano   | Melhor marca do ano (World leading)          | Recorde asiático      | Recorde asiático (Asian)              | DNS                        | Não largou (Did not start)                |   |                                      |
| Recorde nacional      | Recorde nacional (National record)           | Recorde europeu       | Recorde europeu (European)            | DNF                        | Não terminou (Did not finish)             |   |                                      |
| Recorde pessoal       | Recorde pessoal do atleta (Personal best)    | Recorde da Oceania    | Recorde da Oceania (Oceania)          | DSQ / DQ                   | Desclassificado (Disqualified)            |   |                                      |
| Recorde da temporada  | Recorde da temporada do atleta (Season best) | Recorde sul-americano | Recorde sul-americano (South America) | NM                         | Sem marca (No mark)                       |   |                                      |